# Alain Cribier
Pour les articles homonymes, voir Cribier.
Alain Cribier, né le 25 janvier 1945 à Paris et mort le 16 février 2024 à Pavilly (Seine-Maritime),, est un cardiologue français, professeur des universités – praticien hospitalier émérite au Centre hospitalier universitaire de Rouen. Il est notamment à l'origine de la technique de remplacement percutané de valve aortique (TAVI ou TAVR) dont la première mondiale sur l'homme a lieu en 2002.

## Apports scientifiques
Alain Cribier est à l’origine de trois premières mondiales en cardiologie  interventionnelle :
- 1985, la « valvuloplastie aortique à ballonnet », consistant à dilater la valve malade avec un cathéter à ballonnet ;
- 1992, la « commisurotomie mitrale faisant appel à un dilatateur métallique » pour traiter la sténose de la valve mitrale ;
- 2002, la technique d’implantation transcathéter de valves aortiques (TAVI) , réalisant le tout premier cas de TAVI à Rouen.

En 2002, pour les patients non opérables par la technique chirurgicale habituelle, Alain Cribier élabore une valve composée de péricarde bovin, insérée à l'intérieur d'un stent en acier expansible au moyen d'un ballonnet gonflable. Plus de 100 implantations valvulaires ont été ensuite réalisées chez l'animal (mouton) à l'Institut Montsouris.
Pour développer son invention, il crée une start-up aux États-Unis (Percutaneous Valve Technologies, PVT), les premiers prototypes de valve sont disponibles en 2000.
Dans les 10 années qui suivirent, cette invention s'est répandue très vite dans le monde entier. En 2012, on estime qu'elle a sauvé la vie de 50 000 personnes. L'intervention se fait à l'aide d'un cathéter (une sonde), sans ouvrir le thorax,, et dure « une heure à peine ». Reconnu par l’ensemble de la communauté médicale, le TAVI est approuvé en 2019 par la Food and Drud Administration américaine.
Depuis 2013, Alain Cribier dirige le MTC (Medical Training Center) de Rouen, un centre pluridisciplinaire consacré à l’apprentissage de la médecine et des soins par simulation, vidéoconférences et formation entre médecins.

## Publications
Alain Cribier publie plus de 1000 articles scientifiques dans les domaines de la cardiologie interventionnelle, de l’angioplastie coronarienne, des atteintes valvulaires et des technologies innovantes.
- (en) A. Cribier, « The development of transcatheter aortic valve replacement » [« le développement du remplacement valvulaire aortique transcathéter »], Glob Cardiol Sci Pract, vol. 2016, no 4,‎ 30 décembre 2016 (DOI 10.21542/gcsp.2016.32, lire en ligne, consulté le 27 janvier 2018)

## Distinctions
- Chevalier de l'ordre des Palmes académiques
- 2010 : TCT Career Achievement Award[8],[12].
- 2011 :  Chevalier de la Légion d'honneur (décret du 30 décembre 2011)[13]
- 2012 : Membre correspondant de l'Académie nationale de médecine[14]
- 2015 : Life Time Achievement Award, India-Live meeting à Madras (Inde)[15].
- 2016 :
  - Gold Medal Award, European Society of Cardiology à Rome (Italie)[15]
  - Legend of Medicine Award, C3 meeting à Orlando (États-Unis)[16]
- 2017 : Grand Prix scientifique de la Fondation Lefoulon-Delalande[17].
- 2022 : Prix de l’American College of cardiology
- 2023 : élu membre Honoris causa de l’Académie nationale de médecine, lors de l’assemblée du 9 mai
- Il est lauréat de 30 grands prix  nationaux et internationaux : 7 en France, et 23 dans treize autres pays : en Allemagne, en Chine, en Corée du Sud (Master of Masters Award), aux États-Unis, en Espagne, en Inde, en Israël, en Italie, au Japon, au Mexique, aux Pays-Bas, en Pologne, en Suède et en Tunisie[4].